# Westerwolde

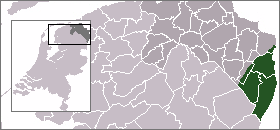
Posició de Westerwolde als actuals Països Baixos

Westerwolde és una regió al nord-est dels Països Baixos a la província de Groningen, travessat pels rius Ruiten-Aa, Mussel-Aa i Westerwoldse Aa al marge del Dollard, l'estuari del riu Eems.

## Història
És una regió d'aiguamolls marítims de la qual les fronteres van canviar sovint en conseqüència dels moviments del mar i de la sedimentació. Tot i trobar-hi traços d'habitació mesolítica, des de 200aC la progressió dels aiguamolls (en neerlandès veen) va caçar-ne els habitants. L'home va tornar a ocupar-lo des dels anys 700 de nostra era, probablement emigrants de la regió a l'est del riu Eems.
Aleshores va esdevenir un feu de l'abadia de Corvey i de la seva dependència de Meppen. Això explica el nom component wester (neerlandès per a occidental) del nom. Es trobava a l'oest de l'abadia que el governava, tot i torbar-se al punt més oriental de l'actual província de Groningen i dels Països Baixos que encara no existien a aquesta època. Era una regió molt aïllada com que es trobava a un pujol arenós al mig del pantà més llarg d'Europa: el Bourtangerveen o els aiguamolls de Bourtange.

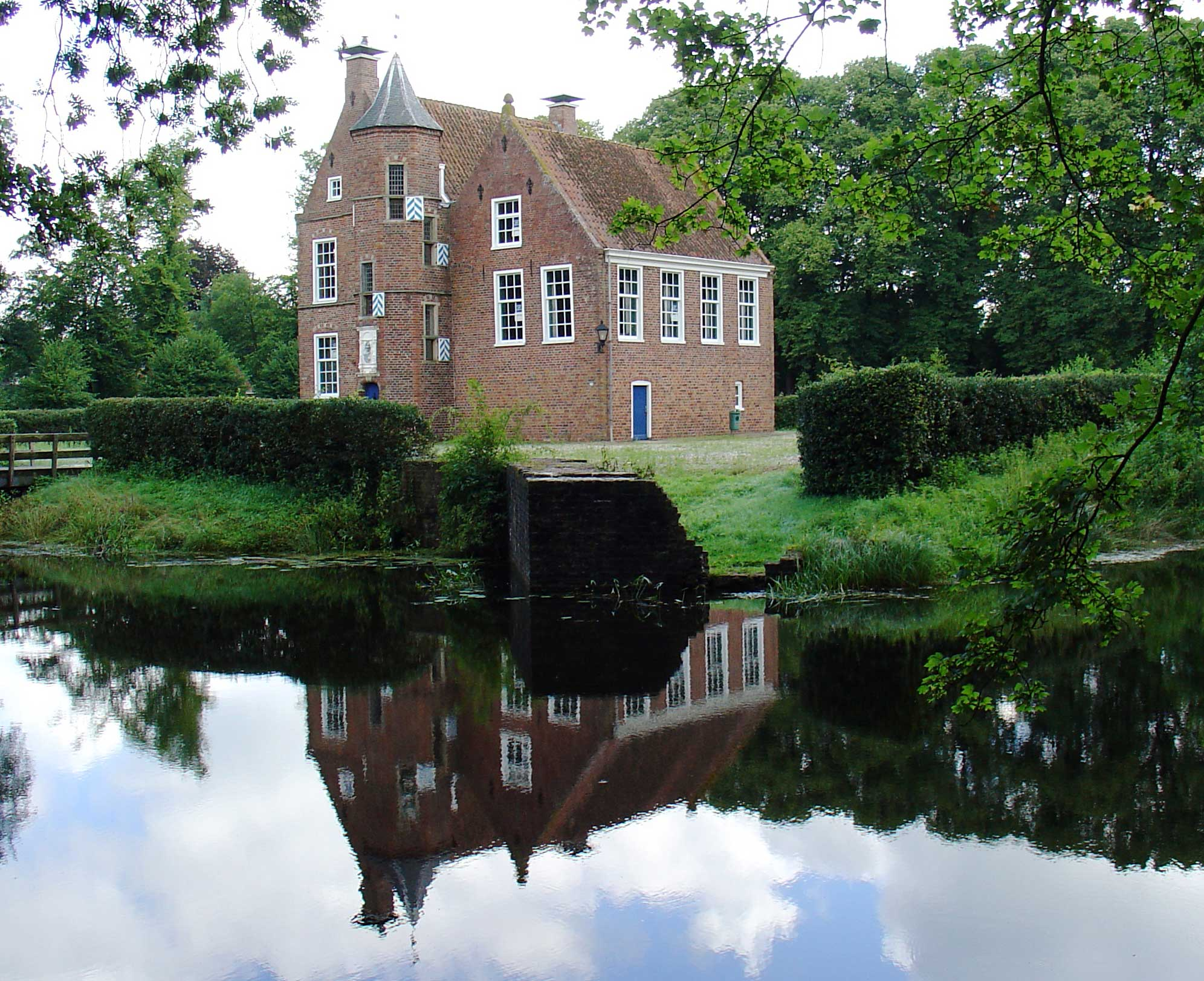
El Wedderborg a Wedde

Westerwolde pertanyia al bisbat d'Osnabrück pels afers religioses però políticament al principat bisbal de Münster. Vers la fi de l'edat mitjana, Münster va infeudar el territori a la família d'Addinga. Aquesta va construir el castell Wedderborg i imposar un règim molt opressiu. Des del segle XV la població va començar a revoltar. El 1530, el duc de Guelre va adquirir-lo però va perdre'l ja el 1536 quan les tropes de Carles V sota el cabdill, stadhouder Georg Schenck van Toutenburg van conquerir-lo. Després de la victòria, Carles V va infeudar Westerwolde a Schenck.
Només uns 57 anys va ser una possessió espanyola. Ja el 1593, a la fi del regne de Felip II de Castella, Guillem Lluís de Nassau-Dillenburg va conquerir Westerwolde en nom dels Estats Generals i va esdevenir una terra de la Generalitat. En vendre'l el 1619 a la ciutat de Groningen va integrar-se de fet a la província del mateix nom. Al segle xvii, el príncep-bisbe de Münster va assetjar dues vegades de reconquerir el seu territori, però mai no va reeixir. L'aniversari de la seva darrera desfeta, al 28 d'agost de 1672 va esdevenir la festa major de Groningen, amb el nom Gronings Ontzet (traducció: alliberament de Groningen).
Des d'aleshores comença la polderització dels aiguamolls de Bourtange, el que va posar fi a l'aïllament mil·lenari de Westerwolde. Es van construir els canals Mussel-Aa-kanaal i el Ruiten-Aa-kanaal i al segle xix van connectar la regió a la xarxa tramviària.

## La llengua
La llengua original és el Westerwoldès una variant del baix saxó, un dialecte reconegut a l'est dels Països Baixos i al nord-oest d'Alemanya, molt parent amb la parla d'Emsland i de la Frísia Oriental. A poc a poc, la llengua es perd i s'adapta a la parla del reste de Groningen. Diversos elements expliquen aquesta evolució: la ruptura política amb la Frísia oriental al segle xvii, la immigració important d'altres regions dels Països Baixos a una regió poca poblada i l'orientació econòmica vers Groningen.

## Economia
L'agricultura és l'activitat més important de la regió: les cultures més importants són la de remolatxes, de blat i de patates. A poc a poc, es desenvolupa el turisme i la navegació de plaer.
 A Wikimedia Commons hi ha contingut multimèdia relatiu a: Westerwolde